# Lost in the Arctic (film 1911)
Lost in the Arctic è un cortometraggio muto del 1911 scritto, diretto e interpretato da William V. Mong.

## Produzione
Il film fu prodotto da William Nicholas Selig per la sua compagnia, la Selig Polyscope Company.

## Distribuzione
Distribuito dalla General Film Company, il film - un cortometraggio di 268,22 metri - uscì nelle sale cinematografiche statunitensi il 18 settembre 1911. Nelle proiezioni, veniva programmato con il sistema dello split reel, accorpato in un'unica bobina con un altro cortometraggio prodotto dalla Selig, il documentario Noted Men.